# Волков, Алексей Анатольевич
Алексе́й Анато́льевич Во́лков (род. 5 апреля 1988, Радужный, Тюменская область) — российский биатлонист, чемпион мира 2017 года в эстафете, единственный в истории семикратный чемпион Европы, восьмикратный чемпион России, призёр этапов Кубка мира, четырехкратный чемпион мира по летнему биатлону. Заслуженный мастер спорта России.
Завершил карьеру в сезоне 2019/2020, в 31 год.

## Биография
Сначала Алексей занимался лыжными гонками под руководством Андрея Ивановича Колесниченко.
В 2003-м Алексей вместе с младшим братом Александром приняли решение переключиться на биатлон: в Нижневартовске задались целью создания биатлонной школы, куда набирали успешных, скоростных лыжников. В Нижневартовске Алексей два года работал с Иваном Фёдоровичем Зелениным и Петром Николаевичем Дубасовым. Потом попал в окружную команду, а затем и в юниорскую команду ХМАО к тренерам Валерию Павловичу Захарову и Сергею Александровичу Алтухову.
Первым тренером Волкова стал Зеленин Иван Федорович.
В коллекции Алексея Волкова:
2 серебра юниорских чемпионатов Мира;
3 золота, 3 серебра и 2 бронзы юниорских чемпионатов Европы.
Первая гонка Волкова на этапе Кубка Мира состоялась 5 декабря 2009 года в шведском Остерсунде.
Лучшим результатом Алексея являются 2-е места в масс-старте Оберхофа и индивидуальной гонке Рупольдинга в январе 2014 года.
В настоящее время биатлонист представляет ЦСПСКЮ города Ханты-Мансийска и является студентом СурГУ, а его тренером является Сергей Алтухов.
В составе сборной России выиграл мужскую эстафетную гонку на Олимпиаде в Сочи. Однако в феврале 2020 года лишился золотой медали после того как Е. Устюгова дисквалифицировали за употребление оксандролона и аннулировали его результаты в сезоне-2013/14.
Завершил спортивную карьеру после сезона 2019/2020, после чего стал одним из тренеров мужской резервной сборной России по биатлону 

## Спортивная карьера

### Юниорские и молодёжные достижения
- В 2009 году на чемпионате мира по биатлону среди юниоров выиграл серебряную медаль в индивидуальной гонке. Там же в составе сборной России занял 2-е место в эстафете.
- На чемпионате Европы среди юниоров в Уфе заработал золото в эстафете и занял третье место в гонке преследования.

| Год  | Место проведения | Возраст | Инд | Спр | Пр | Эст |
| 2009 | ЧМ Кенмор        | U21     | 2   | 26  | 12 | 2   |
| 2009 | ЧЕ Уфа           | U21     | 5   | 5   | 3  | 1   |

### Российские соревнования
- В апреле 2009 года Алексей Волков стал открытием чемпионата России в Увате. По возрасту он ещё юниор, но по количеству медалей опередил абсолютно всех: у него два золота, серебро и бронза. Кроме этого, Алексей выиграл «Приз губернатора Тюменской области», автомобиль, став самым молодым его обладателем за 15 лет существования.
- В декабре 2009 года занял второе место в индивидуальной гонке чемпионата России.
- В апреле 2011 года в составе первой сборной ХМАО-Югры занял третье место в эстафете на чемпионате России в Тюмени, проиграв на последних метрах дистанции удмуртскому спортсмену Вячеславу Алыпову.
- В апреле 2012 года в Увате Алексей сделал золотой дубль, сначала выиграл индивидуальную гонку, обойдя Андрея Маковеева на 8 секунд, а затем и гонку преследования, обойдя того же Андрея Маковеева уже на минуту.
- В апреле 2012 года в Тюмени на Открытом Кубке России — приз губернатора Тюменской области Алексей стал вторым в спринте, проиграв Тимофею Лапшину 20 секунд, а затем выиграл гонку преследования, получив главный приз. На продолжившемся в Тюмени Чемпионате России по биатлону 2012 года Алексей сначала стал вторым в масс-старте, а на следующий день стал 6-кратным чемпионом России, победив вместе с командой Ханты-Мансийского округа в эстафетной гонке.
- В марте 2013 года на Чемпионате России в Увате стал серебряным призёром в спринте, отстреляв без промахов и проиграв победителю Евгению Гараничеву 3,5 секунды. День спустя в гонке преследования он также финишировал вторым с двумя промахами, проиграв тому же Гараничеву 35 секунд. Также завоевал серебряную медаль в эстафете в составе команды ХМАО.
- В декабре 2014 года выиграл серебряную медаль на Ижевской винтовке в индивидуальной гонке.
- В марте 2015 года на чемпионате России в Тюмени стал серебряным призёром в гонке преследования. Позже одержал победу в эстафете и масс-старте.

### Карьера на Кубке мира
Сезон 2009/2010

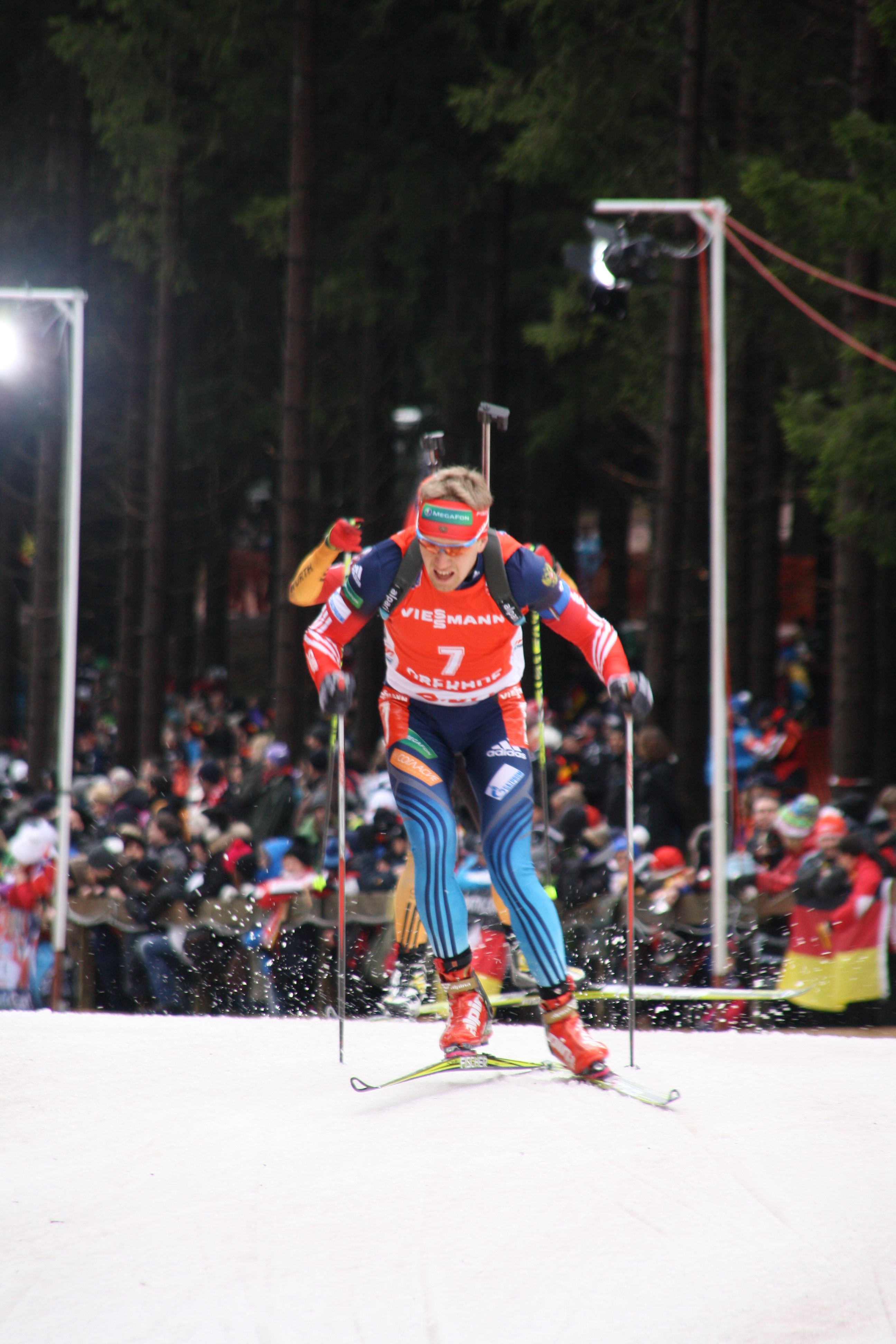
Волков в 2014 году

- 5 декабря 2009 года — дебютировал в Кубке мира в спринтерской гонке в Эстерсунде, показав 74-й результат (5-й из 6 среди российских спортсменов).
- 13 марта 2010 года — набрал первые очки — 9 место в спринтерской гонке в Контиолахти.
- 18 марта 2010 года занял 4 место в спринтерской гонке в Хольменколлене и впервые попал в «цветочную церемонию».

Сезон 2011/2012
- 18 декабря 2011 года на этапе в Хохфильцене дебютировал в составе смешанной эстафетной команды и сразу выиграл гонку.
- 5 января 2012 года на этапе в Оберхофе дебютировал и в составе мужской эстафеты и занял второе место вместе с Антоном Шипулиным, Евгением Гараничевым и Евгением Устюговым.

Сезон 2012/2013
- 25 ноября 2012 года на этапе в Эстерсунде в смешанной эстафете выиграл гонку вместе с Ольгой Зайцевой, Ольгой Вилухиной и с Евгением Устюговым
- 4 января 2013 года на этапе в Оберхофе одержал первую победу в составе мужской эстафетной команды.

Сезон 2013/2014
- 5 января впервые попал в тройку лучших, заняв в Оберхофе 2 место в масс-старте.
- 11 января выиграл серебро в индивидуальной гонке, обойдя Евгения Устюгова на 2 секунды.

### World Team Challenge
- Бронзовый призер «Рождественской гонки» 2016 г. в паре с Ольгой Подчуфаровой.
- Победитель «Рождественской гонки» 2017 г. в паре с Екатериной Юрловой-Перхт.

## Статистика результатов на Кубке Мира
| 2017/2018 Итоги | 2017/2018 Итоги | Эстерсунд | Эстерсунд | Эстерсунд | Эстерсунд | Эстерсунд | Хохфильцен | Хохфильцен | Хохфильцен | Анси | Анси | Анси | Оберхоф | Оберхоф | Оберхоф | Рупольдинг | Рупольдинг | Рупольдинг | Антхольц | Антхольц | Антхольц | ОИ Пхёнчхан | ОИ Пхёнчхан | ОИ Пхёнчхан | ОИ Пхёнчхан | ОИ Пхёнчхан | ОИ Пхёнчхан | Контиолахти | Контиолахти | Контиолахти | Контиолахти | Хольменколлен | Хольменколлен | Хольменколлен | Тюмень | Тюмень | Тюмень |
| Очков           | Место           | Сусм      | См        | Инд       | Спр       | Пр        | Спр        | Пр         | Эст        | Спр  | Пр   | МС   | Спр     | Пр      | Эст     | Инд        | Эст        | МС         | Спр      | Пр       | МС       | Спр         | Пр          | Инд         | МС          | См          | Эст         | Спр         | Сусм        | См          | МС          | Спр           | Пр            | Эст           | Спр    | Пр     | МС     |
| 35              | 67              | —         | —         | 33        | —         | —         | —          | —          | —          | —    | —    | —    | 55      | 28      | 4       | 27         | 3          | —          | —        | —        | —        | —           | —           | —           | —           | —           | —           | —           | —           | —           | —           | —             | —             | —             | —      | —      | —      |

| 2016/2017 Итоги | 2016/2017 Итоги | Эстерсунд | Эстерсунд | Эстерсунд | Эстерсунд | Эстерсунд | Поклюка | Поклюка | Поклюка | Нове-Место | Нове-Место | Нове-Место | Оберхоф | Оберхоф | Оберхоф | Рупольдинг | Рупольдинг | Рупольдинг | Антхольц | Антхольц | Антхольц | ЧМ Хохфильцен | ЧМ Хохфильцен | ЧМ Хохфильцен | ЧМ Хохфильцен | ЧМ Хохфильцен | ЧМ Хохфильцен | Пхёнчхан | Пхёнчхан | Пхёнчхан | Контиолахти | Контиолахти | Контиолахти | Контиолахти | Хольменколлен | Хольменколлен | Хольменколлен |
| Очков           | Место           | Сусм      | См        | Инд       | Спр       | Пр        | Спр     | Пр      | Эст     | Спр        | Пр         | МС         | Спр     | Пр      | МС      | Эст        | Спр        | Пр         | Инд      | Эст      | МС       | См            | Спр           | Пр            | Инд           | Эст           | МС            | Спр      | Пр       | Эст      | Спр         | Пр          | Сусм        | См          | Спр           | Пр            | МС            |
| 63              | 56              | —         | —         | —         | —         | —         | —       | —       | —       | —          | —          | —          | —       | —       | —       | 2          | —          | —          | —        | —        | —        | —             | —             | —             | 11            | 1             | —             | —        | —        | —        | —           | —           | 14          | —           | 30            | 19            | —             |

| 2015/2016 Итоги | 2015/2016 Итоги | Эстерсунд | Эстерсунд | Эстерсунд | Эстерсунд | Эстерсунд | Хохфильцен | Хохфильцен | Хохфильцен | Поклюка | Поклюка | Поклюка | Рупольдинг | Рупольдинг | Рупольдинг | Рупольдинг | Рупольдинг | Рупольдинг | Антхольц | Антхольц | Антхольц | Канмор | Канмор | Канмор | Канмор | Преск-Айл | Преск-Айл | Преск-Айл | ЧМ Хольменколлен | ЧМ Хольменколлен | ЧМ Хольменколлен | ЧМ Хольменколлен | ЧМ Хольменколлен | ЧМ Хольменколлен | Ханты-Мансийск | Ханты-Мансийск | Ханты-Мансийск |
| Очков           | Место           | Сусм      | См        | Инд       | Спр       | Пр        | Спр        | Пр         | Эст        | Спр     | Пр      | МС      | Спр        | Пр         | МС         | Инд        | Эст        | МС         | Спр      | Пр       | Эст      | Спр    | МС     | Сусм   | См     | Спр       | Пр        | Эст       | См               | Спр              | Пр               | Инд              | Эст              | МС               | Спр            | Пр             | МС             |
| 167             | 43              | —         | —         | 3         | —         | —         | —          | —          | 1          | 10      | 16      | 28      | —          | —          | —          | 32         | 2          | —          | 77       | —        | —        | 22     | —      | 4      | —      | 66        | —         | 4         | —                | —                | —                | 39               | —                | —                | 24             | 31             | отм            |

| 2014/2015 Итоги | 2014/2015 Итоги | Эстерсунд | Эстерсунд | Эстерсунд | Эстерсунд | Хохфильцен | Хохфильцен | Хохфильцен | Поклюка | Поклюка | Поклюка | Оберхоф | Оберхоф | Оберхоф | Рупольдинг | Рупольдинг | Рупольдинг | Антхольц | Антхольц | Антхольц | Нове Место | Нове Место | Нове Место | Нове Место | Хольменколлен | Хольменколлен | Хольменколлен | ЧМ Контиолахти | ЧМ Контиолахти | ЧМ Контиолахти | ЧМ Контиолахти | ЧМ Контиолахти | ЧМ Контиолахти | Ханты-Мансийск | Ханты-Мансийск | Ханты-Мансийск |
| Очков           | Место           | См        | Инд       | Спр       | Пр        | Спр        | Эст        | Пр         | Спр     | Пр      | МС      | Эст     | Спр     | МС      | Эст        | Спр        | МС         | Спр      | Пр       | Эст      | Сусм       | См         | Спр        | Пр         | Инд           | Спр           | Эст           | См             | Спр            | Пр             | Инд            | Эст            | МС             | Спр            | Пр             | МС             |
| 71              | 58              | —         | —         | —         | —         | —          | —          | —          | —       | —       | —       | —       | 40      | —       | 3          | 52         | —          | —        | —        | 5        | 1          | —          | —          | —          | 32            | —             | —             | —              | —              | —              | 9              | 4              | —              | 24             | 29             | —              |

| 2013/2014 Итоги | 2013/2014 Итоги | Эстерсунд | Эстерсунд | Эстерсунд | Эстерсунд | Хохфильцен | Хохфильцен | Хохфильцен | Анси | Анси | Анси | Оберхоф | Оберхоф | Оберхоф | Рупольдинг | Рупольдинг | Рупольдинг | Антхольц | Антхольц | Антхольц | Зимние Олимпийские Игры (*) | Зимние Олимпийские Игры (*) | Зимние Олимпийские Игры (*) | Зимние Олимпийские Игры (*) | Зимние Олимпийские Игры (*) | Зимние Олимпийские Игры (*) | Поклюка | Поклюка | Поклюка | Контиолахти | Контиолахти | Контиолахти | Хольменколлен | Хольменколлен | Хольменколлен |
| Очков           | Место           | См        | Инд       | Спр       | Пр        | Спр        | Эст        | Пр         | Эст  | Спр  | Пр   | Спр     | Пр      | МС      | Эст        | Инд        | Пр         | Спр      | Пр       | Эст      | Спр                         | Пр                          | Инд                         | МС                          | См                          | Эст                         | Спр     | Пр      | МС      | Спр         | Спр         | Пр          | Спр           | Пр            | МС            |
| 369             | 22              | 6         | 20        | —         | —         | 33         | 3          | 19         | —    | 25   | 23   | 7       | 18      | 2       | 3          | 2          | 17         | —        | —        | —        | —                           | —                           | 64                          | —                           | —                           | 1                           | 31      | 29      | 25      | —           | —           | —           | 24            | 6             | DNF           |

| 2012/2013 Итоги | 2012/2013 Итоги | Эстерсунд | Эстерсунд | Эстерсунд | Эстерсунд | Хохфильцен | Хохфильцен | Хохфильцен | Поклюка | Поклюка | Поклюка | Оберхоф | Оберхоф | Оберхоф | Рупольдинг | Рупольдинг | Рупольдинг | Антхольц | Антхольц | Антхольц | ЧМ Нове-Место | ЧМ Нове-Место | ЧМ Нове-Место | ЧМ Нове-Место | ЧМ Нове-Место | ЧМ Нове-Место | Хольменколлен | Хольменколлен | Хольменколлен | Сочи | Сочи | Сочи | Ханты-Мансийск | Ханты-Мансийск | Ханты-Мансийск |
| Очков           | Место           | См        | Инд       | Спр       | Пр        | Спр        | Пр         | Эст        | Спр     | Пр      | МС      | Эст     | Спр     | Пр      | Эст        | Спр        | МС         | Спр      | Пр       | Эст      | См            | Спр           | Пр            | Инд           | Эст           | МС            | Спр           | Пр            | МС            | Инд  | Спр  | Эст  | Спр            | Пр             | МС             |
| 276             | 33              | 1         | 51        | 28        | 10        | 41         | 28         | —          | —       | —       | —       | 1       | 6       | 8       | 5          | 38         | —          | —        | —        | —        | —             | —             | —             | 15            | —             | —             | 14            | 5             | 12            | 19   | —    | —    | 60             | 47             | —              |

| 2011/2012 Итоги | 2011/2012 Итоги | Эстерсунд | Эстерсунд | Эстерсунд | Хохфильцен | Хохфильцен | Хохфильцен | Хохфильцен | Хохфильцен | Хохфильцен | Оберхоф | Оберхоф | Оберхоф | Нове-Место | Нове-Место | Нове-Место | Антхольц | Антхольц | Антхольц | Хольменколлен | Хольменколлен | Хольменколлен | Контиолахти | Контиолахти | Контиолахти | ЧМ Рупольдинг | ЧМ Рупольдинг | ЧМ Рупольдинг | ЧМ Рупольдинг | ЧМ Рупольдинг | ЧМ Рупольдинг | Ханты-Мансийск | Ханты-Мансийск | Ханты-Мансийск |
| Очков           | Место           | Инд       | Спр       | Пр        | Спр        | Пр         | Эст        | Спр        | Пр         | См         | Эст     | Спр     | МС      | Инд        | Спр        | Пр         | Спр      | МС       | Эст      | Спр           | Пр            | МС            | Спр         | Пр          | См          | См            | Спр           | Пр            | Инд           | Эст           | МС            | Спр            | Пр             | МС             |
| 243             | 38              | 11        | 93        | —         | —          | —          | —          | 8          | 10         | 1          | 2       | 68      | —       | 26         | 18         | 11         | 30       | 24       | —        | —             | —             | 13            | 37          | DNS         | —           | —             | —             | —             | 21            | —             | —             | —              | —              | —              |

| 2010/2011 Итоги | 2010/2011 Итоги | Эстерсунд | Эстерсунд | Эстерсунд | Хохфильцен | Хохфильцен | Хохфильцен | Поклюка | Поклюка | Поклюка | Оберхоф | Оберхоф | Оберхоф | Рупольдинг | Рупольдинг | Рупольдинг | Антхольц | Антхольц | Антхольц | Преск-Айл | Преск-Айл | Преск-Айл | Форт-Кент | Форт-Кент | Форт-Кент | ЧМ Ханты-Мансийск | ЧМ Ханты-Мансийск | ЧМ Ханты-Мансийск | ЧМ Ханты-Мансийск | ЧМ Ханты-Мансийск | ЧМ Ханты-Мансийск | Хольменколлен | Хольменколлен | Хольменколлен |
| Очков           | Место           | Инд       | Спр       | Пр        | Спр        | Пр         | Эст        | Инд     | Спр     | См      | Эст     | Спр     | МС      | Инд        | Спр        | Пр         | Спр      | МС       | Эст      | Спр       | См        | Пр        | Спр       | Пр        | МС        | См                | Спр               | Пр                | Инд               | Эст               | МС                | Спр           | Пр            | МС            |
| 96              | 56              | 24        | 31        | 23        | 60         | 37         | —          | 18      | —       | —       | —       | —       | —       | —          | —          | —          | —        | —        | —        | —         | —         | —         | —         | —         | —         | —                 | —                 | —                 | —                 | —                 | —                 | 37            | 21            | —             |

| 2009/2010 Итоги | 2009/2010 Итоги | Эстерсунд | Эстерсунд | Эстерсунд | Хохфильцен | Хохфильцен | Хохфильцен | Поклюка | Поклюка | Поклюка | Оберхоф | Оберхоф | Оберхоф | Рупольдинг | Рупольдинг | Рупольдинг | Антхольц | Антхольц | Антхольц | ОИ Ванкувер | ОИ Ванкувер | ОИ Ванкувер | ОИ Ванкувер | ОИ Ванкувер | Контиолахти | Контиолахти | Контиолахти | Хольменколлен | Хольменколлен | Хольменколлен | Ханты-Мансийск | Ханты-Мансийск | Ханты-Мансийск |
| Очков           | Место           | Инд       | Спр       | Эст       | Спр        | Пр         | Эст        | Инд     | Спр     | Пр      | Эст     | Спр     | МС      | Спр        | МС         | Эст        | Инд      | Спр      | Пр       | Спр         | Пр          | Инд         | МС          | Эст         | См          | Спр         | Пр          | Спр           | Пр            | МС            | Спр            | МС             | См             |
| 112             | 51              | —         | 74        | —         | —          | —          | —          | —       | —       | —       | —       | —       | —       | —          | —          | —          | —        | —        | —        | —           | —           | —           | —           | —           | —           | 9           | 40          | 4             | 7             | —             | 41             | —              | —              |

## Дисквалификация
В апреле 2022 года  Алексей Волков признан виновным в нарушении антидопинговых правил за употребление фенотерола в марте 2013 года. Две пробы, взятые у Волкова во время чемпионата России по биатлону в марте 2013 года, были отправлены в Московскую антидопинговую лабораторию. Лаборатория сообщила, что образцы дали отрицательный результат на запрещенные вещества.
Однако записи в базе данных LIMS московской лаборатории показали, что обе пробы дали положительный результат при первоначальном тестировании на фенотерол, но процедура подтверждения не проводилась.
Волков признал нарушение, он дисквалифицирован на два года.

## Экипировка
- Винтовка — Anschutz.
- Лыжи — Fischer.
- Лыжные палки — ONE WAY.
- Очки — Adidas.

## Награды и звания

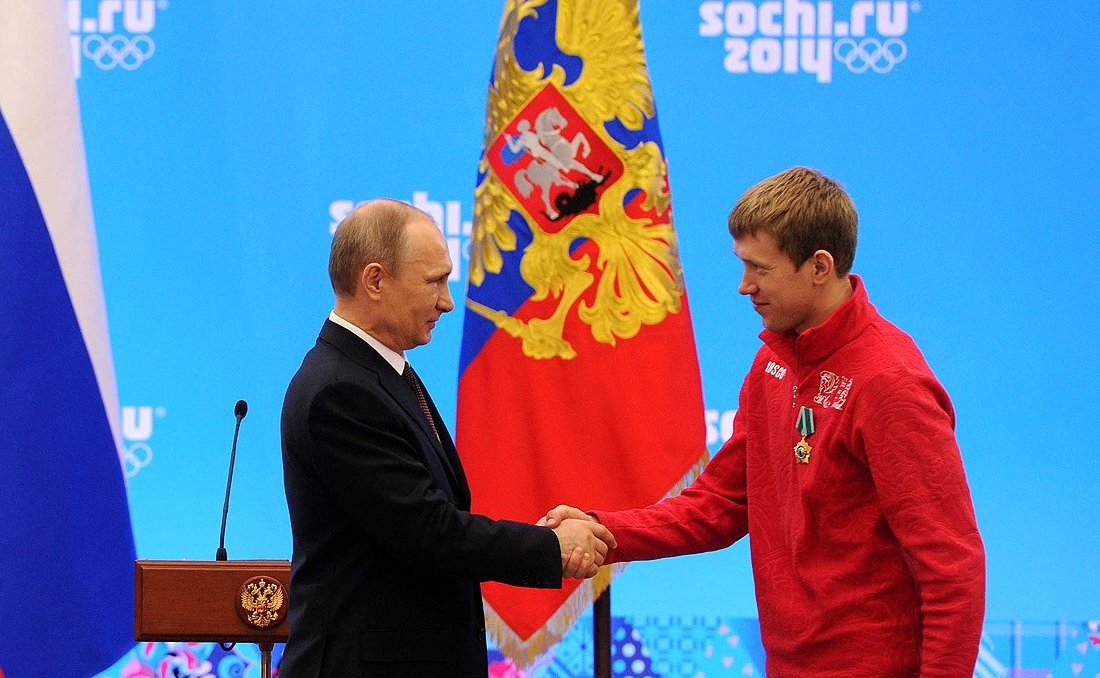
Орденом Дружбы награждён олимпийский чемпион в биатлоне Алексей Волков, 24 февраля 2014 года

- Орден Дружбы (24 февраля 2014 года) — за большой вклад в развитие физической культуры и спорта, высокие спортивные достижения на XXII Олимпийских зимних играх 2014 года в городе Сочи[11][12].
- Заслуженный мастер спорта России (16 января 2013 года)

## Личная жизнь
Родной брат Алексея, Александр Волков также является биатлонистом.
Женат на биатлонистке Евгении Волковой (Селедцовой). 10 октября 2015 года у них родилась дочь Арина, 10 января 2020 года сын Артём.